# Verklaring Sociale Hygiëne
Een Verklaring sociale hygiëne is een document waarover alle leidinggevenden van horeca- en slijtersbedrijven in de Nederland dienen te beschikken. Namens het ministerie van VWS is de Landelijke commissie sociale hygiëne aangewezen om (aspirant) leidinggevenden van horeca- en slijtersbedrijven te toetsen of zij voldoen aan de eisen die de wetgever op het gebied van sociale hygiëne in het kader van de Alcoholwet aan hen stelt. Gediplomeerden ontvangen de Verklaring sociale hygiëne en worden bijgeschreven in het Register Sociale Hygiëne.
De gewijzijgde Alcoholwet zoals die geldt sinds 1 juli 2021 schrijft voor dat alle leidinggevenden in een horecabedrijf en slijtersbedrijf, dienen beschikken over een Verklaring sociale hygiëne.
Dit was eerder van toepassing op grond van het Besluit kennis en inzicht sociale hygiëne Drank- en Horecawet, van 1 januari 2013 tot 30 juni 2021. Dit besluit trad in werking met ingang van de dag waarop de wet van 2 november 1995 tot intrekking van de Vestigingswet detailhandel en wijziging van de Drank- en Horecawet en van de Vestigingswet Bedrijven uit  1954 in werking trad. Daarbij werd het Besluit vestigingseisen Drank- en Horecawet ingetrokken.
De wet verlangt van de genoemde leidinggevenden dat zij kennis en inzicht hebben met betrekking tot:
a. de invloed van alcoholgebruik en van alcoholgebruik in combinatie met het gebruik van soft- en harddrugs op het menselijk lichaam en de menselijke geest;
b. de invloed van het gebruik van alcohol in combinatie met bepaalde geneesmiddelen;
c. alcoholmisbruik, alcoholafhankelijkheid en de sociale gevolgen daarvan;
d. het gebruik van speelautomaten als bedoeld in de Wet op de kansspelen en de daaraan verbonden risico's van gokverslaving;
e. de Alcoholwet en andere regelgeving die verband houdt met alcohol;
f. binnen de branche geldende codes voor alcoholhoudende dranken;
g. de technische, bouwkundige en ruimtelijke voorzieningen van de inrichting;
h. de verschillende bedrijfsformules en gedragskenmerken van de verschillende doelgroepen.
Cursussen en trainingen op deze terreinen worden in Nederland door diverse bedrijven en instellingen verzorgd, maar zelfstudie is ook mogelijk. SVH neemt de examens sociale hygiëne af. In de lesstof wordt ook nader ingegaan op de instrumenten die horecabedrijven hebben om bepaalde gedragingen van gasten te stimuleren of juist te ontmoedigen. Zo worden horecabedrijven geadviseerd om duidelijke huisregels in te voeren en daar nadrukkelijk op te handhaven. Daarom zijn communicatie en sociale vaardigheden belangrijke onderdelen van het examen.
Daarnaast zijn relevante wetten zoals de Alcoholwet, Tabaks- en rookwarenwet, Wet wapens en munitie en de Algemene Plaatselijke Verordening (APV) onderdeel van de les- en examenstof.